# ツヴァイ!!オンライン
『ツヴァイ!!オンライン』 (Zwei!! Online) とは、日本ファルコムの『ツヴァイ!!』の世界観を元に作られたオンラインゲーム。日本ファルコムがライセンスを提供し、韓国のNEONSOFTと日本のディンプスの共同開発によって制作が進められている。
2009年に韓国でクローズドβサービスを開始。
2012年5月に韓国でオープンβテストを開始。

## 沿革
- 2007年8月 日本ファルコムのライセンス提供オンラインゲーム第4弾タイトルとして発表。[3]
- 2009年2月 韓国Wemade Entertainmentがグローバルパブリッシング権を取得。